# Black Diamond (스트라토바리우스의 노래)
"Black Diamond"는 스트라토바리우스가 빅터 엔터테인먼트를 통해 발매한 7번째 싱글이다. 이 곡은 라이브에서 앵콜 곡으로 자주 연주되며, 많은 팬들에게 스트라토바리우스 최고의 곡으로 인정받는다.

## 수록곡
| #             | 제목                                | 작사           | 작곡          | 재생 시간 |
| ------------- | ----------------------------------- | -------------- | ------------- | --------- |
| 1.            | 〈"Black Diamond"〉                 | 티모 코티펠토  | 티모 톨키     | 5:39      |
| 2.            | 〈"The Kiss of Judas"〉             | 코티펠토       | 톨키          | 5:49      |
| 3.            | 〈"The Kiss of Judas"〉 (데모 버전) | 코티펠토       | 톨키          | 5:41      |
| 4.            | 〈"We Hold the Key"〉 (Live)        | 톨키, 코티펠토 | 톨키          | 7:53      |
| 5.            | 〈"4th Reich"〉 (Live)              | 톨키           | 톨키          | 5:52      |
| 총 재생 시간: | 총 재생 시간:                       | 총 재생 시간:  | 총 재생 시간: | 30:54     |

## 구성원
- 티모 코티펠토 -보컬
- 티모 톨키 - 기타
- 야리 카이누라이넨 - 베이스
- 옌스 요한슨 - 키보드
- 요르그 미하일 - 드럼